# Station Matsuyamachi
Station Matsuyamachi (松屋町駅, Matsuyamachi-eki) is een metrostation in de wijk Chūō-ku, Osaka, Japan. Het wordt aangedaan door de Nagahori Tsurumi-ryokuchi-lijn. Het station ligt onder de kruising tussen Nagahori-dori (van oost naar west) en Matsuyamachisuji (van noord naar zuid). Het station heeft één eilandperron.

## Treindienst

### Nagahori Tsurumi-ryokuchi-lijn(stationsnummer N17)
| 1 | ■Nagahori Tsurumi-ryokuchi-lijn | richting Morinomiya, Kyōbashi en Kadoma-Minami |
| 2 | ■Nagahori Tsurumi-ryokuchi-lijn | richting Shinsaibashi en Taishō                |

## Geschiedenis
Het station werd in 1996 geopend.

## Overig openbaar vervoer
Bussen 85 en 105

## Stationsomgeving
De buurt Matsuyamachi staat bekend om haar aanbod Japanse poppen, traditioneel Japans snoepgoed en vuurwerk.
- Winkelpassage Matsuyamachi
- Autoweg 308
- Ringweg 1
- Winkelstraat Karahori
- Higashi-yokoborigawa-rivier

Taishō · Dome-mae Chiyozaki · Nishi-Nagahori · Nishiōhashi · Shinsaibashi · Nagahoribashi · Matsuyamachi · Tanimachi Rokuchōme · Tamatsukuri · Morinomiya · Osaka Business Park · Kyōbashi · Gamō Yonchōme · Imafuku-Tsurumi · Yokozutsumi · Tsurumi-Ryokuchi · Kadoma-Minami